# Gmina zbiorowa Bodenwerder-Polle
Gmina zbiorowa Bodenwerder-Polle (niem. Samtgemeinde Bodenwerder-Polle) – gmina zbiorowa położona w niemieckim kraju związkowym Dolna Saksonia, w powiecie Holzminden. Siedziba gminy zbiorowej znajduje się w mieście Bodenwerder.

## Podział administracyjny
Do gminy zbiorowej Bodenwerder-Polle należy jedenaście gmin, w tym jedno miasto (Stadt) oraz dwa miasta (Flecken):
1. Bodenwerder
2. Brevörde
3. Halle
4. Hehlen
5. Heinsen
6. Heyen
7. Kirchbrak
8. Ottenstein
9. Pegestorf
10. Polle
11. Vahlbruch